# Fred Roche
Fred Roche (* unbekannt) ist ein ehemaliger australischer Radrennfahrer und nationaler Meister im Radsport.

## Sportliche Laufbahn
Von 1959 bis 1961 war er als Berufsfahrer in australischen Radsportteams aktiv. Roche gewann die nationale Meisterschaft im Straßenrennen 1959 vor Sydney Patterson. 1960 verteidigte er den Titel und gewann das Meisterschaftsrennen vor John Young. 1961 stand er als Dritter auf dem Podium. In der Herald Sun Tour 1960 gewann er sechs Etappen.
Roche bestritt auch Sechstagerennen. Beim Sechstagerennen in Launceton wurde er mit Ron Grenda als Partner 1961 Sieger. Beim Rennen in Newcastle wurde er mit John Tresidder Zweiter.